# معيار استبعاد الروبوتات

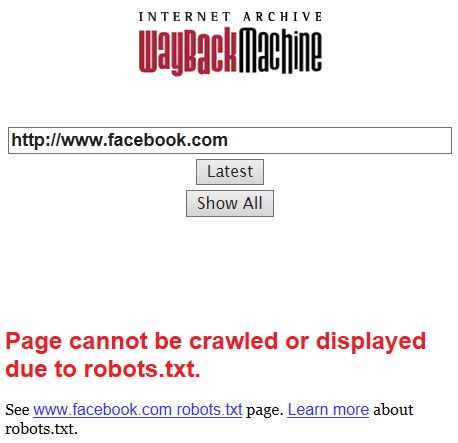
لقطة شاشة من موقع تظهر عدم تمكن الصفحة من الزحف إلى ملف robots.txt.

معيار استبعاد الروبوتات  ويعرف باسم آخر وهو بروتكول استبعاد الروبوتات (بالإنجليزية: Robots exclusion standard أو robots exclusion protocol أو ببساطة robots.txt) وهو معيار يستخدم بواسطة أي موقع ويب للاتصال بزاحف الشبكة Web crawler أو أي روبوت موقع آخر، يحدد المعيار كيفية إبلاغ أي روبوت على شبكة الإنترنت عن الأماكن التي لا ينبغي أن تتم معالجتها أو المناطق التي لا يجب معرفتها، الروبوتات تستخدم بواسطة محركات البحث لكي تستطيع عمل تصنيف للمواقع، ليس كل الروبوتات تتعاون مع المعايير والمقاييس الدولية مثل حصاد البريد الإلكتروني وسبام بوت والبرمجيات الخبيثة، والروبوتات التي تبحث عن وتفحص الثغرات الأمنية، معيار استبعاد الروبوتات مقترن دائما بخريطة الموقع

## نبذة تاريخية
تم اقتراح هذا المعيار بواسطة مارتن كوستر، عندما كان يعمل في نكسر [الإنجليزية]، في فبراير 1994.

## حول هذا المعيار
بعض محركات البحث الرئيسية تشمل هذا المعيار مثل بينج ومحرك بحث ياهو! الذي تم ضمه لبينج وإيه أو إل ومحرك بحث جوجل ومحرك بحث ياندكس وأسك دوت كوم، ومحرك بحث بيدو.

## أمثلة
```
بعض الأمثلة على قدرات وما يتم كتابته في هذا الملف كالتالي:
```

```
مثال 1
يعطى ما هو مكتوب في المثال التالي قدرة على زيارة كل الروبوتات الموقع، 
الويلدكارد
 
[الإنجليزية]
 (*) تعني كل ملفات الموقع وكلمة Disallow تعني عدم سماحية لكل الروبوتات
```

```
User-agent: *
Disallow:
```

```
نفس النتيجة يمكن أن تتحقق مع ملف robots.txt فارغ
```

```
مثال 3
المثال التالي يمنع الروبوتات من دخول ثلاث مجلدات (دليل):
```

```
User-agent: *
Disallow: /cgi-bin/
Disallow: /tmp/
Disallow: /junk/
```

```
مثال 4
المثال التالي لا يسمح بالتعامل مع ملف معين
```

```
User-agent: *
Disallow: /directory/file.html
```

```
لاحظ أن جميع الملفات الأخرى في الدليل المحدد سوف تتم معالجتها.
```

```
مثال 5
المثال التالي يمنع روبوت معين سيء من التعامل مع موقع الويب
```

```
User-agent: BadBot # replace 'BadBot' with the actual user-agent of the bot
Disallow: /
```

```
مثال 6
المثال التالي لاثنين من الروبوتات محدديين لعدم الدخول لدليل واحد محدد:
```

```
User-agent: BadBot # replace 'BadBot' with the actual user-agent of the bot
User-agent: Googlebot
Disallow: /private/
```

```
ملاحظة: يمكن استخدام هذه الطريقة لمنع البوتات لمحركات البحث عند عمل تطوير موقع وحتى الإنتهاء من تطويره حتى لا تلاحظ محركات البحث ذلك التغير ويتأثر الموقع
```

مثال 7
```
المثال التالي يوضح كيفية إظهار تعليقات comments يمكن استخدامها بدون تأثير نهائيا:
```

```
# Comments appear after the "#" symbol at the start of a line, or after a directive
User-agent: * # match all bots
Disallow: / # keep them out
```